# Ривароне
Ривароне (итал. Rivarone) — коммуна в Италии, располагается в регионе Пьемонт, в провинции Алессандрия.
Население составляет 381 человек (2008 г.), плотность населения составляет 63 чел./км². Занимает площадь 6 км². Почтовый индекс — 15040. Телефонный код — 0131.
В коммуне 8 сентября особо празднуют Рождество Пресвятой Богородицы.

## Демография
Динамика населения:

## Администрация коммуны
- Официальный сайт: http://www.comune.rivarone.al.it/